# Tristan Angenendt
Tristan Angenendt (* 9. Januar 1985 in Wesel) ist ein deutscher klassischer Gitarrist, Musiker und Hochschullehrer.

## Leben
Tristan Angenendt erhielt seinen ersten Gitarrenunterricht bei Günter M. Schillings in Wesel. Im Alter von 14 Jahren wurde er als Jungstudent in die Klasse von Hubert Käppel an der Musikhochschule Köln aufgenommen. Von 2005 bis 2007 war er Schüler von Aniello Desiderio an der Koblenz International Guitar Academy. Außerdem besuchte er Meisterkurse bei den Gitarristen Manuel Barrueco, Eliot Fisk, Konrad Ragossnig, Angel Romero, Pepe Romero und David Russell.
Seinen ersten Soloabend gab er im Alter von 13 Jahren in Lemgo, ein Jahr zuvor debütierte er als Solist mit Orchester. Seitdem führen ihn Konzertreisen durch Europa und nach Südamerika.
Tristan Angenendt ist Preisträger bei Gitarrenwettbewerben, sowie Förderpreisträger der Städte Frechen, Koblenz und Wesel. Im Jahr 2001 wurde er darüber hinaus vom Lions-Club Lüdenscheid-Medardus als „bester Nachwuchsgitarrist Europas“ mit dem Förderpreis für junge Künstler ausgezeichnet.
Seine Solo-Debüt-CD Between the Centuries mit Werken des 20. und 21. Jahrhunderts erschien 2012 bei KSG Exaudio und enthält die Ersteinspielungen von Georg Schmitz Last Encores (Letzte Zugaben) und von Günter M. Schillings il Piccolo (Tango für Tristan) aus Due Vecchi Pezzi, die Tristan Angenendt gewidmet sind.
Angenendt lebt in Wesel und unterrichtet an der Hochschule für Musik und Theater Rostock und an der Musikschule der Stadt Langenfeld. Er ist künstlerischer Leiter der Konzertreihe „Gitarrissimo Klassik“ und des internationalen Gitarrenfestivals in Oberhausen.

## Preise und Auszeichnungen
- 1. Preis & Publikumspreis Internationaler Gitarrenwettbewerb Gevelsberg (2014)[8]
- 1. Preis 40. Bundeswettbewerb Jugend musiziert (Weimar, 2003)[9]
- 1. Preis 37. Bundeswettbewerb Jugend musiziert (Berlin, 2000)[10]
- 1. Preis Concours International de Guitare, Trédrez-Locquémeau (Frankreich, 2000)
- 2. Preis International Guitar Competition Nikšić (Montenegro, 2013)[11]
- 2. Preis Aachener Gitarrenpreis (2012)[12]
- 2. Preis Internationaler Gitarrenwettbewerb Gevelsberg (2012)[13]
- 2. Preis Internationaler Gitarrenwettbewerb Johann Sebastian Bach (Reisbach, 2009)[14]
- 3. Preis Internationaler Wettbewerb Forum Gitarre Wien (Österreich, 2011)
- 3. Preis Scharpach International Guitar Competition (Oberhausen, 2010)[15]
- 3. Preis Koblenz International Guitar Competition (2002)
- Förderpreis für junge Künstler des Lions-Club Lüdenscheid Medardus (2001)
- Förderpreis der Stadt Koblenz (2001)
- Förderpreis der Stadt Wesel (2000)
- Förderpreis der Stadt Frechen (1999)

## Diskografie
- Between the Centuries. KSG Exaudio (2012)[16][17]